# Jarosław Ekspedyt Kossakowski
Jarosław Ekspedyt Kossakowski (ur. 28 lipca 1940 w rodzinnym majątku Żejmy na Litwie kowieńskiej) – polski dziennikarz, krytyk sztuki.
Absolwent Uniwersytetu Jagiellońskiego (uczeń profesorów Karola Estreichera i Tadeusza Dobrowolskiego na kierunku historii sztuki). Po ukończeniu studiów zajął się twórczością plastyczną, która przyniosła mu półroczne stypendium  Fundacji Kościuszkowskiej w Nowym Jorku (1976). Wystawy w Muzeum Polskim w Chicago, w galerii Fundacji Kościuszkowskiej w Nowym Jorku i szereg pokazów na uniwersytetach amerykańskich (1977–1979). W Polsce wystawy w galerii PAX-u  w Warszawie przy ul. Mokotowskiej (1994) i hotelu Forum (1995).
Dziennikarstwem zajął się jeszcze w trakcie studiów, współpracując z Redakcją Literacką III Programu PR. Od roku 1980 zatrudniony jako dziennikarz, publicysta i krytyk sztuki głównie w prasie katolickiej: „Słowo Powszechne”, „Kierunki”, „Zorza”, „Katolik”, „Powściągliwość i Praca”. Publikował też w wielu innych pismach codziennych m.in. „Express Wieczorny”, „Życie Warszawy”, „Życie”, tygodniku „Zielony Sztandar” i miesięcznikach „Twoja Muza”, „Nasz Głos”, „Spotkania z Warszawą”. Jest autorem ponad tysiąca artykułów. Opracowywał także katalogi dla ogólnopolskich wystaw zbiorowych oraz licznych pokazów indywidualnych. Był jurorem konkursów malarskich.
Za działalność publicystyczną wyróżniony został kilkoma nagrodami dziennikarskimi i państwowymi. Jest członkiem Stowarzyszenia Dziennikarzy Polskich, Stowarzyszenia Historyków Sztuki i Stowarzyszenia Potomków Sejmu Wielkiego.
W 2022 nakładem wydawnictwa Instytutu Dziedzictwa Myśli Narodowej ukazał się zbiór artykułów Jarosława Kossakowskiego "Kresowe Memorabilia".  